# Reactor WR-1
El reactor WR-1 fue un reactor nuclear para investigación situado en los Whiteshell Laboratories, de la AECL, ubicados cerca de Pinawa, Manitoba.
El WR-1 de 60 MWt WR-1 fue diseñado y construido por la General Electric canadiense, y alcanzó por primera vez su criticidad en 1965. El reactor tenía canales de combustible verticales y estaba refrigerado por un líquido orgánico (un aceite) en lugar de agua. El refrigerante orgánico tenía un punto de ebullición mayor que la del agua, lo que permitía funcionar al WR-1 a temperaturas más altas, hasta los 400 grados Celsius. El reactor estaba moderado por agua pesada en un gran vaso de calandria que rodeaba los canales de combustible.
El objeto original de la unidad era que fuera un reactor de pruebas para un proyecto de reactor de energía CANDU refrigerado orgánicamente. Cuando el programa se canceló en 1972, el WR1 se utilizó para irradiación, experimentación y calefacción del emplazamiento WNRE.
El WR-1 fue apagado por última vez en 1985, se le retiró el combustible y actualmente está en trámite de desinstalación.